# Жарко Копривица
Жарко Копривица (рођен 8. мај 1956. године у Прокупљу) је бивши југословенски кошаркаш. Играо је за кошаркашки клуб Црвена звезда од 1974. до 1981. године.
Играо за јуниорску и младу репрезентацију Југославије.

## Остало
Жарко Копривица је ожењен Маријом Копривица са којом има два сина: Јована Копривицу и Николу Копривицу. Оба сина су играли кошарку. Жарко Копривица има свој приватни кошаркашки клуб "Ас баскет" на Новом Београду.